# Trub
Trub est une commune suisse du canton de Berne, située dans l'arrondissement administratif de l'Emmental.

Photo aérienne prise par Walter Mittelholzer (1925).

## Monuments et curiosités
- Le village de Trub constitue un ensemble caractéristique typique de l'Emmental avec ses constructions sur poteaux orientées au sud, avec ou sans pignons arrondis.
- L'église réformée Saint-Jean-l'Évangéliste a été en grande partie reconstruite en 1641-42 sur ses anciennes fondations. Son aménagement baroque remonte à cette époque. Il consiste en fonts baptismaux, chaire avec marqueterie, autel et quelques vitres armoriées[3].

## Personnalités
- Elisabeth Baumgartner (1889-1957), écrivain.
- Gottfried Fankhauser (de) (1870-1962), écrivain et pédagogue de l'École du dimanche.
- Bénédict de Tscharner (1937-2019), diplomate et publiciste.
- Kurt Wüthrich (né en 1938), chimiste et prix Nobel de chimie en 2002, est originaire de Trub.
- Mario Rottaris (né en 1968), joueur de hockey sur glace.

## Cinéma
Trub a servi de décor au tournage de plusieurs films en suisse allemand :
- 1979 : « Brot und Steine (de)[4] » ;
- 2006 : Les mamies ne font pas dans la dentelle[4] ;
- 2011 : « Der Verdingbub » – en français : « L'enfance volée[4] ».